# 涙の誓い (和田アキ子の曲)
「涙の誓い」（なみだのちかい）は、1971年9月5日に発売された和田アキ子の9枚目のシングル。

## 解説
- オリコンチャートでは最高位46位。NHK紅白歌合戦では歌われたことはない。

## 収録曲
（全作詞：なかにし礼／作曲・編曲：川口真）
1. 涙の誓い [3:04]
2. 男と女がいる限り [2:56]